# Kürdämir rayonu
Kürdämir rayonu (azerbajdzjanska:Kürdämir rayonu) är ett distrikt i Azerbajdzjan. Det ligger i den centrala delen av landet, 150 km väster om huvudstaden Baku. Antalet invånare är 106 128. Arean är 1 631 kvadratkilometer.
Terrängen i Kürdämir rayonu är huvudsakligen platt, men norrut är den kuperad.
Följande samhällen finns i Kürdämir rayonu:
- Kürdämir
- Khynysly
- Qarabucaq
- Karrar

Trakten runt Kürdämir rayonu består till största delen av jordbruksmark. Runt Kürdämir rayonu är det ganska tätbefolkat, med 54 invånare per kvadratkilometer.